# Ktesidemos
Ktesidemos (IV wiek p.n.e.) – starogrecki malarz wzmiankowany przez Pliniusza.